# Айнабулак (Жанааркинский район)
Айнабулак (каз. Айнабұлақ) — село в Жанааркинском районе Улытауской области Казахстана. Административный центр Айнабулакского сельского округа. Находится примерно в 78 км к северо-западу от посёлка Жанаарка, административного центра района, на высоте 484 метров над уровнем моря. Код КАТО — 354433100.

## Население
В 1999 году численность населения села составляла 607 человек (294 мужчины и 313 женщин). По данным переписи 2009 года в селе проживал 381 человек (190 мужчин и 191 женщина).